# نینا یپیسکوپوسیان
نینا هایکی یپیسکوپوسیان (ارمنی: Նինա Հայկի Եպիսկոպոսյան؛ انگلیسی: Nina Yepiskoposyan؛ زادهٔ ۶ آوریل ۱۹۴۵) آسیب‌شناس، فیزیولوژیست و آموزگار اهل ارمنستان است.

## زندگی‌نامه
وی در ۶ آوریل ۱۹۴۵ در گاندزاک به دنیا آمد و از دانشگاه پزشکی دولتی ایروان (۱۹۷۰) فارغ‌التحصیل گشت. دانشگاه پزشکی دولتی ایروان و انستیتو طب درمانی و فیزیوتراپی فعالیت کرده است.

## یادداشت
1. ↑  բժշկական գիտությունների դոկտոր